# Toyota Classic 1981
Il Toyota Classic 1981 è stato un torneo di tennis giocato sul sintetico indoor. È stata la 6ª edizione del torneo, che fa parte del WTA Tour 1981. Si è giocato ad Atlanta negli USA dal 21 al 27 settembre 1981.

## Campionesse

### Singolare
Tracy Austin ha battuto in finale  Mary Lou Daniels con il punteggio di 4–6, 6–3, 6–3

### Doppio
Laura duPont /  Betsy Nagelsen hanno battuto in finale  Rosie Casals /  Candy Reynolds con il punteggio di 6–4, 7–5